# Auxon-Dessous
Pour les articles homonymes, voir Auxon.
Auxon-Dessous est une ancienne commune française, faisant partie de la commune des Auxons, située dans le département du Doubs en région Franche-Comté.

## Toponymie
Ausona ou Alsona en 1098 ; Asson villa en 1244 ; Assom en 1260 ; Osson en 1311, puis Auxon-la-Ville pour le différencier de l'autre Auxon.
Le toponyme correspond à une racine hydronymique pré-celtique.

## Histoire
Le 1er janvier 2015, elle fusionne avec Auxon-Dessus, sous le régime juridique des communes nouvelles instauré par la loi no 2010-1563 du 16 décembre 2010 de réforme des collectivités territoriales pour former la commune nouvelle appelée Les Auxons.

## Politique et administration

### Administration municipale
| Période                                  | Période | Identité         | Étiquette | Qualité       |
| ---------------------------------------- | ------- | ---------------- | --------- | ------------- |
| Les données manquantes sont à compléter. |         |                  |           |               |
| 1995                                     |         | Marcel Cretin    |           |               |
| mars 2001                                | 2014    | Jacques Thiebaut |           |               |
| 2014                                     | 2015    | Jacques Canal    | SE        | Fonctionnaire |

## Démographie
L'évolution du nombre d'habitants est connue à travers les recensements de la population effectués dans la commune depuis 1793. À partir du 1er janvier 2009, les populations légales des communes sont publiées annuellement dans le cadre d'un recensement qui repose désormais sur une collecte d'information annuelle, concernant successivement tous les territoires communaux au cours d'une période de cinq ans. 
Pour les communes de moins de 10 000 habitants, une enquête de recensement portant sur toute la population est réalisée tous les cinq ans, les populations légales des années intermédiaires étant quant à elles estimées par interpolation ou extrapolation. Pour la commune, le premier recensement exhaustif entrant dans le cadre du nouveau dispositif a été réalisé en ,.
En 2012, la commune comptait 1 337 habitants.
| 1821 | 1831 | 1836 | 1841 | 1846 | 1851 | 1856 | 1861 | 1866 |
| ---- | ---- | ---- | ---- | ---- | ---- | ---- | ---- | ---- |
| 311  | 303  | 288  | 320  | 323  | 303  | 259  | 245  | 260  |

| 1872 | 1876 | 1881 | 1886 | 1891 | 1896 | 1901 | 1906 | 1911 |
| ---- | ---- | ---- | ---- | ---- | ---- | ---- | ---- | ---- |
| 248  | 353  | 254  | 260  | 234  | 218  | 230  | 231  | 223  |

| 1921 | 1926 | 1931 | 1936 | 1946 | 1954 | 1962 | 1968 | 1975 |
| ---- | ---- | ---- | ---- | ---- | ---- | ---- | ---- | ---- |
| 184  | 196  | 189  | 192  | 157  | 171  | 205  | 221  | 474  |

| 1982 | 1990 | 1999  | 2006  | 2008  | 2012  | - | - | - |
| ---- | ---- | ----- | ----- | ----- | ----- | - | - | - |
| 762  | 983  | 1 096 | 1 158 | 1 176 | 1 337 | - | - | - |

## Culture locale et patrimoine

### Lieux et monuments
- Église de la Sainte-Trinité.
- Gare de Besançon Franche-Comté TGV.